# Lamae (huyện)
Lamae (tiếng Thái: ละแม) là một huyện (‘‘amphoe’’) ở phía nam của tỉnh Chumphon, phía nam Thái Lan.

## Địa lý
Các huyện giáp ranh (từ phía nam theo chiều kim đồng hồ) là Tha Chana của tỉnh Surat Thani, Phato và Lang Suan của tỉnh Chumphon. phía đông là vịnh Thái Lan.

## Lịch sử
Tiểu huyện (King Amphoe) đã được thành lập ngày 1 tháng 7 năm 1971, khi ba tambon Lamae, Thung Luang và Suan Taeng được tách khỏi Lang Suan. Đơn vị này đã được nâng thành huyện ngày 12 tháng 4 năm 1977.

## Hành chính
Huyện này được chia thành 4 phó huyện (tambon), các đơn vị này lại được chia thành 44 làng (muban). Lamae là một thị trấn (thesaban tambon) which nằm trên một phần của same-named tambon. Ngoài ra có 4 tổ chức hành chính tambon (TAO).
| \| Số TT \| Tên \| Tên tiếng Thái \| Số làng \| Dân số \| \| \| ----- \| ------------- \| -------------- \| ------- \| ------ \| \| \| 1. \| Lamae \| ละแม \| 18 \| 12.989 \| \| \| 2. \| Thung Luang \| ทุ่งหลวง \| 8 \| 5.020 \| \| \| 3. \| Suan Taeng \| สวนแตง \| 10 \| 4.382 \| \| \| 4. \| Thung Kha Wat \| ทุ่งคาวัด \| 8 \| 4.887 \| \| | Map of Amphoe |                |         |        |  |
| Số TT | Tên           | Tên tiếng Thái | Số làng | Dân số |  |
| 1. | Lamae         | ละแม           | 18      | 12.989 |  |
| 2. | Thung Luang   | ทุ่งหลวง         | 8       | 5.020  |  |
| 3. | Suan Taeng    | สวนแตง         | 10      | 4.382  |  |
| 4. | Thung Kha Wat | ทุ่งคาวัด         | 8       | 4.887  |  |